# Dioscorea kuntzei
Dioscorea kuntzei là một loài thực vật có hoa trong họ Dioscoreaceae. Loài này được Uline ex Kuntze mô tả khoa học đầu tiên năm 1898.